# Calothamnus montanus
Calothamnus montanus är en myrtenväxtart som beskrevs av Alexander Segger George. Calothamnus montanus ingår i släktet Calothamnus och familjen myrtenväxter. Inga underarter finns listade i Catalogue of Life.